# Porenzephalie
Die Porenzephalie (v. griech. πόρος, póros, „Durchgang“ und κεφαλή, in altgr. Aussprache kephalē, „Kopf“) ist nach bisherigem Kenntnisstand eine angeborene oder peripartal erworbene, auf lokale Durchblutungsstörungen zurückzuführende Hirnmissbildung. Als Pseudo-Porenzephalie kann sie auch durch Hirnblutungen oder Traumata verursacht sein. Es kommt zu Nekrosen in Mark und Rinde des unreifen Großhirns und zu anschließender Lückenbildung in der Hirnsubstanz in Form von kraterförmigen glatten Einziehungen der Gehirnoberfläche (Pori – nach Siegmund). Diese können sich mit dem außen gelegenen Subarachnoidalraum (äußere Porenzephalie) oder in der Tiefe mit dem Ventrikelsystem (innere Porenzephalie) verbinden.
Bei Entstehung von Pori nach Ausreifung des Marks im zweiten Lebensjahr können diese neben Organisationsvorgängen Fettkörnchen- und Pigmentzellen aufweisen.
Bei Erwachsenen unterbleibt die Pori-Bildung auf Grund der ausreichenden Versorgung der äußeren Rindenschichten über den Liquor cerebrospinalis.
Die Parenchymverluste können – je nach Lokalisation – symptomlos bleiben oder Krampfanfälle, Lähmungen und Störungen des extrapyramidalen Systems (EPS) hervorrufen.